# Хумусна киселина
Хумусната киселина е един от двата класа природни органични киселинни полимери, които могат да бъдат извлечени от хумуса, намиращ се в почви, седименти и водни среди. Процесът, чрез който хумусната киселина се формира в хумуса, не е добре изучен, но съществува консенсус, че тя се акумулира постепенно като остатък от метаболизма на микроорганизми. Нейната структура е различна от тази на белтъчините или въглехидратите, двата най-разпространени вида органични полимери в биологичните материали. Вместо това хумусната киселина може да се характеризира като неопределен сбор от ароматни полимерни съединения с вариращи степени на киселинност и реактивност.
Хумусната киселина има средна химическа формула C187H186O89N9S1 и е неразтворима в силна киселина (pH = 1). Съотношението 1:1 на водорода към въглерода индикира висока степен на ароматност, т.е. наличие на бензенови пръстени в структурата, докато ниското съотношение на кислород към въглерод индикира по-малко киселинни функционални групи от тези, които присъстват във фулвиновата киселина – другият органичен киселинен полимер, който може да бъде извлечен от хумуса.

## Приложения
Екология
Елементи, които силно реагират химически с хумусната киселина, са преходните и тежките метали, например Fe3+ или Pb2+, както и други съединения, които имат ароматни или хидрофобни химически структури, например органични пестициди или антропогенни въглеводороди. Това свойство прави хумусната киселина ефективен агент при улавянето на много от замърсителите в почвените и водните повърхности.
Фармация
Хумусната киселина се използва във фармацията за имуностимуланти и влиза в състава на средства за лечение на грип, птичи грип, свински грип, и други вирусни инфекции. Прилага се във ветеринарната медицина за лечение на диария, диспепсия, остра интоксикация при коне, свине, преживни животни, птици.